# Republiek Lemko

Deze kaart laat de grenzen zien van de Lenko Republiek en de Poolse en Tsjecho-Slowaakse grens in 1920.

De Republiek Lemko of de Roetheense Volksrepubliek Lenko (Roetheens: Ruska Narodna Respublika Lemkiv, Pools: Rusińska Ludowa Republika Łemków), was een Roetheense republiek rond de stad Florynka in het huidige Polen. Zij werd uitgeroepen op 5 december 1918 in de nadagen van de Eerste Wereldoorlog na het uiteenvallen van Oostenrijk-Hongarije.

## Geschiedenis
Net zoals de Oekraïense Russofielen waren de oprichters tegen een unie met de West-Oekraïense Volksrepubliek en had men oorspronkelijk het plan om het gebied te verenigen met Rusland.
Toen een unie met Rusland niet mogelijk was, besloot het om zich bij Karpato-Oekraïne aan de zuidkant van de Karpaten aan te sluiten als een autonome provincie van Tsjecho-Slowakije. Deze strategie werd bepaald door Gregory Zatkovich, de gouverneur van Karpato-Oekraïne, en werd gesteund door de president van de Centrale Nationale Raad, Jaroslav Kacmarcyk.
Het plan eindigde na de oprichting van de Tweede Poolse Republiek in maart 1920. Het lot werd bezegeld tijdens de Verdrag van Saint-Germain en de Vrede van Riga in 1920 dat Galicië ten westen van de San aan Polen schonk.
Na de Tweede Wereldoorlog werd een groot deel van de bevolking gedeporteerd naar de op Duitsland verworven gebieden in Pommeren en Silezië.
Deze republiek moet worden onderscheiden van de Republiek Komancza die kort bestaan heeft in de oostelijke regio Lemkivshchyna. Dit was een kleinere Oekraïense staat en bestond van november 1918 tot januari 1919.

## Gebied
Op 5 december 1918 sprak de bevolking van de republiek uit dat:
Wij, de Radenrepubliek, leven in een kleine nederzetting in het zuidelijke gedeelte van het Silezische regio van Nowy Targ, Nowy Sącz, Grybów, Gorlice, Jasło, Krosno, en Sanok en dit gebied mag geen deel uitmaken van de Poolse staat en willen hetzelfde lot ondergaan als onze broeders in Spiš, Šariš en Zemplín als een onafhankelijke geografische en etnografische eenheid.